# Stazione di Abbiategrasso
La stazione di Abbiategrasso è una stazione ferroviaria posta sulla linea Milano-Mortara, a servizio dell'omonima cittadina.

## Storia

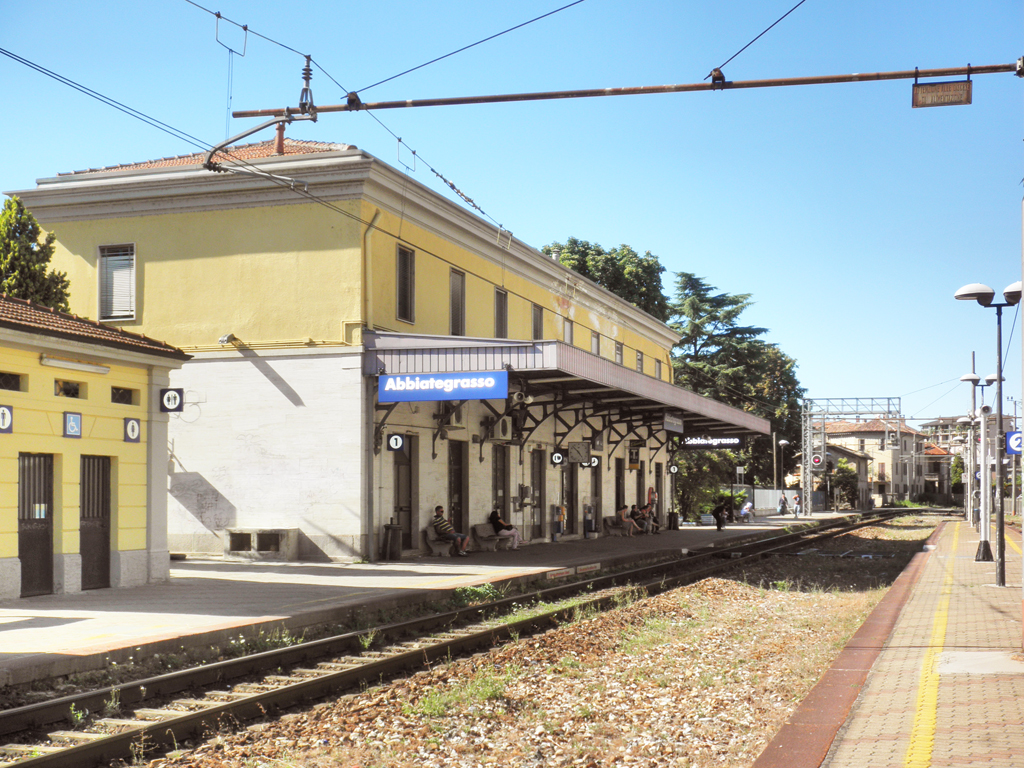
Il piazzale binari

La stazione fu attivata nel 1870, in contemporanea con la tratta Vigevano-Milano, che completava la linea Milano-Mortara.
Nel 1965 venne attivato l'esercizio a trazione elettrica, a corrente continua alla tensione di 3 kV.

## Strutture ed impianti
La stazione conta 2 binari, che consentono di effettuare incroci e precedenze. In passato era presente un terzo binario, ora rimosso.
Il fabbricato viaggiatori è una struttura a due piani, risalente all'epoca di apertura della linea e in seguito profondamente rimaneggiato.
In passato, era presente anche un piccolo scalo merci, fornito di un magazzino merci ancora esistente.

## Movimento
La stazione è servita dai treni regionali di Trenord in servizio sulla tratta Milano-Mortara, con frequenza oraria, a cui si vanno ad aggiungere corse di rinforzo nelle ore di punta, quando alcuni treni sono prolungati da Mortara fino ad Alessandria.